# Punctum seychellarum
Punctum seychellarum – gatunek lądowego ślimaka z rzędu trzonkoocznych i rodziny Punctidae.
Gatunek ten opisany został po raz pierwszy w 1998 roku przez Justina Gerlacha na łamach „Journal of Conchology”. Jako lokalizację typową wskazano wyspę Silhouette w archipelagu Seszeli. Epitet gatunkowy nadano od nazwy kraju.
Ślimak o szkarłatnej barwy ciele. Muszlę ma bezbarwną do rogowej, drobną, dyskowatą, wysokości od 0,6 do 1,2 mm i średnicy od 1 do 3,2 mm, zbudowaną z od 3,5 do 4 skrętów. Protokoncha tworzy półtorej skrętu i drobno dołkowaną rzeźbę. Przechodzącą na spód muszli ornamentację skrętów ciała tworzą regularne, promieniście się rozchodzące żebra i spiralne rowki. Szczyt muszli nie jest wyniesiony, a dołek osiowy jest dość wąski i ku niemu otwarty. Kil ma zaokrąglony kształt. Ujście muszli jest zaokrąglone, pozbawione modyfikacji.
Mięczak lądowy, endemiczny dla Seszeli, znany wyłącznie z wysp Silhouette i Mahé. Zasiedla lasy pierwotne na rzędnych od 550 do 700 m n.p.m.